# Matthias Warnig

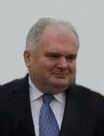
Matthias Warnig (2010)

Artur Matthias Warnig (* 26. Juli 1955 in Altdöbern) ist ein deutscher Manager und ehemaliger Major des Ministeriums für Staatssicherheit (Stasi) sowie DDR-Spion. 1990 wurde er Aufsichtsratsvorsitzender der Dresdner Kleinwort, deren Russland-Geschäft er aufbaute und leitete; danach war er von 2006 bis 2016 mit der Leitung der deutsch-russischen Gaspipeline Nord Stream betraut. Von 2015 bis 2023 war er Geschäftsführer der Nord Stream 2 AG. Warnig gilt als ein enger Vertrauter von Wladimir Putin; wegen seiner Nähe zu Russland wurde er mehrfach von den USA mit Sanktionen belegt.

## Leben

### In der DDR
Matthias Warnig wurde in Altdöbern, Kreis Calau, im heutigen Brandenburg geboren. Sein Abitur machte er in Lauchhammer. Mit 18 Jahren verpflichtete sich der FDJ-Sekretär dazu, hauptamtlicher Mitarbeiter der Stasi zu werden, was erst 2005 öffentlich bekannt wurde, und stellte kurz vor seinem Abitur einen Antrag auf Aufnahme in die SED. Statt Wehrdienst zu leisten, absolvierte er 1974 eine halbjährige Grundausbildung beim Wachregiment „Feliks Dzierzynski“ des Ministeriums für Staatssicherheit. Er wurde 1974 von der Stasi als Informant mit dem Decknamen „Hans-Detlef“ angeworben.
Ab April 1975 wurde er als Agent in der Auslandsspionageabteilung Hauptverwaltung A (HVA) ausgebildet. Zunächst war er in Ost-Berlin eingesetzt, wo er den Decknamen „Ökonom“ hatte. 1977 begann er ein Studium der Nationalökonomie an der Hochschule für Ökonomie Berlin. Warnig war zuletzt im Dienstgrad eines Hauptmanns stellvertretender Leiter des Referats 5 der Spionageabteilung XV der MfS-Bezirksverwaltung Berlin. Eine seiner Hauptaufgaben war die „Wirtschaftsaufklärung im Rahmen der Gesamtprobleme der Hauptverwaltung Aufklärung“.
Von 1986 bis 1989 war Warnig dann unter dem Decknamen „Arthur“ als sogenannter Offizier im besonderen Einsatz (OibE) in Düsseldorf tätig; er arbeitete zur Tarnung in der DDR-Handelsmission. Nachdem das Bundesamt für Verfassungsschutz Warnig als potenziellen Spion ins Visier genommen hatte, wurde er im August 1989 vorzeitig nach Ost-Berlin zurückbeordert. Unter den Objekten seiner damaligen Spionagetätigkeit soll sich auch sein späterer Arbeitgeber, die Dresdner Bank, befunden haben.
Unter der Regierung von Ministerpräsident Hans Modrow (SED) war Warnig ab November 1989 Referent der Wirtschaftsministerin Christa Luft (ebenfalls SED). Er nahm für die DDR an den Verhandlungen über die Währungs-, Wirtschafts- und Sozialunion teil. Dabei traf er den Vorstandschef der Dresdner Bank, Wolfgang Röller, der ihm ein Stellenangebot machte.

### Nach der friedlichen Revolution in der DDR
Bereits zwei Tage nach der Unterzeichnung des Staatsvertrages zur Währungs-, Wirtschafts- und Sozialunion am 18. Mai 1990 und vor der politischen Wiedervereinigung wurde Warnig ab 20. Mai 1990 bei der Dresdner Bank angestellt. Ab Oktober 1991 war er im Auftrag der Bank in Sankt Petersburg tätig. Warnig war bis 2006 Aufsichtsratsvorsitzender der Investmentbank Dresdner Kleinwort. Von 2003 bis 2015 war Warnig im Aufsichtsrat der Bank Rossija. Er war ab 2007 im Aufsichtsrat der Bank VTB, dem zweitgrößten Kreditinstitut Russlands. Daneben hatte Warnig mehrere Mandate in Konzernen der russischen Rohstoffindustrie: von 2014 bis 2022 (stv. Vorsitz) im Aufsichtsrat von Rosneft, dem weltgrößten Energiekonzern, und von 2011 bis 2022 Transneft, der russischen Öl-Pipeline-Gesellschaft. Warnig war von 2010 bis 2015 für Gazprom im Aufsichtsrat der Leipziger Ferngasgesellschaft Verbundnetz Gas AG und übernahm von 2011 bis 2015 das Präsidium des Verwaltungsrates der Gazprom Schweiz. Von 2012 bis 2018 war er Vorsitzender des Verwaltungsrates von United Company Rusal, einem der größten Aluminiumhersteller der Welt.
Warnig war von 2006 bis Mai 2016 Geschäftsführer der Nord Stream AG, welche die erste Gaspipeline von der russischen Hafenstadt Wyborg durch die Ostsee ins deutsche Lubmin erbaute und betrieb. Von 2015 bis Juli 2023 war er Geschäftsführer der in der Schweiz ansässigen Nord Stream 2 AG, die das Projekt zur Verlegung einer zweiten Gaspipeline auf dem Grund der Ostsee von Russland nach Deutschland durchführte und im Eigentum von Gazprom ist.
2019 war Warnig von Gazprom in den Aufsichtsrat des Fußball-Bundesligisten FC Schalke 04 entsandt worden, dessen Sponsor Gazprom war.

### Verhältnis zu Putin
Warnig gilt als enger Vertrauter von Wladimir Putin; sie begegneten sich spätestens im Januar 1989, als sie gemeinsam an Feierlichkeiten zum 71. Jahrestag der Tscheka teilnahmen. Er war Teil einer KGB-Zelle in Dresden, die von Putin gegründet wurde, wie ein ehemaliger Stasi-Mitarbeiter später sagte, und unterstützte ihn, Agenten im Westen zu rekrutieren. Seit spätestens 1991 sind sie befreundet. Als 1993 Putins damalige Frau Ljudmila Alexandrowna Putina lebensgefährlich verunglückte, sorgte Warnig laut Medienberichten dafür, dass sie in Deutschland operiert werden konnte.
Im April 2014 lud Warnig in St. Petersburg zu einer Gala zu Ehren von Gerhard Schröder; trotz Annexion der Krim feierte Schröder mit Wladimir Putin und Warnig seinen 70. Geburtstag in Russland.
Warnig nahm nach der Präsidentschaftswahl am 18. März 2018 an der Zeremonie zur vierten Amtseinführung von Putin teil.

### Sanktionen
2018 gab Warnig seinen Posten bei Rusal ab, nachdem die Regierung Trump Rusal mit Sanktionen belegt hatte. Das Weiße Haus hatte Warnigs Rücktritt zu einer Bedingung für deren Aufhebung gemacht.
2021 beriet der US-Kongress über Sanktionen u. a. gegen Nord Stream und Warnig; die Biden-Regierung verzichtete im Mai 2021 auf die Einführung von Sanktionen gegen Warnig mit Rücksicht auf die Beziehungen zu Deutschland.
Nach dem russischen Überfall auf die Ukraine durch Putin im Februar 2022 wurde er direkt mit Sanktionen belegt und die deutsche Bundesregierung stoppte das Genehmigungsverfahren für die Erdgasleitung Nord Stream 2.
Sein Mandat bei Schalke 04 legte Warnig im Februar 2022 kurz nach Veröffentlichung der US-Sanktionsliste nieder; wenig später beendete Schalke die Partnerschaft mit dem Sponsor Gazprom.
Ende Mai 2022 trat er von seinem Aufsichtsratsposten bei Rosneft zurück.

## Privat
Warnig heiratete an seinem 24. Geburtstag, bald darauf wurden sein Sohn Stefan und seine Tochter Claudia geboren.
Warnig ist in zweiter Ehe mit der Russin Elena geb. Semjonova verheiratet, die er Ende der 1990er-Jahre in Sankt Petersburg kennenlernte. Mit ihr hat er zwei Söhne. Die Familie lebt in Staufen im Breisgau. Das Paar hat noch heute Eigentumswohnungen in Sankt Petersburg und in Moskau.
Warnig war Inhaber einer Immobilien- und Vermögensgesellschaft.
Mit der Vermögensgesellschaft der Familie, an der alle Kinder beteiligt waren, investierte Warnig in Immobilien im Breisgau. Sein Unternehmen verwaltete 2014 ein Vermögen von mehr als zehn Millionen Euro.
Seine Frau war Geschäftsführerin der gemeinsamen Immobilien- und Vermögensgesellschaft, bis diese im März 2021 liquidiert wurde.
Sein Sohn Stefan Warnig führte als Inhaber und Chefkoch ein Künstlercafé in Berlin-Schöneberg, das „Café des Artistes“, das als Lieblingsrestaurant des russischen Präsidenten in Deutschland galt und von Putin auf Deutschlandreisen stets besucht wurde.

## Auszeichnungen
- Am 7. Oktober 1989 erhielt Warnig von Erich Mielke die „Medaille für treue Dienste in der Nationalen Volksarmee in Gold“.[30]
- Im Oktober 2012 verlieh Putin ihm den russischen Orden der Ehre.[31]